# Polimery modyfikowane
Polimery modyfikowane – polimery, które nie są otrzymywane bezpośrednio w wyniku polimeryzacji z monomeru, lecz poprzez reakcję chemiczną wcześniej otrzymanego lub naturalnego biopolimeru ze związkami niskocząsteczkowymi lub innymi polimerami.
Polimery naturalne i sztuczne modyfikuje się zwykle w celu zmiany ich własności użytkowych. Można w ten sposób zmienić ich rozpuszczalność własności powierzchniowe, barwę itp.  Modyfikacja polega zwykle na przyłączeniu do wszystkich lub części merów innych związków chemicznych, lub czasami też na eliminacji z tych merów określonych grup funkcyjnych.
Przykłady polimerów modyfikowanych:
- poli(alkohol winylowy) - otrzymywany jest zwykle przez reakcję hydrolizy poli(octanu winylu)
- octan celulozy jest otrzymywany poprzez działanie kwasu octowego na celulozę.